# کلر گیلارد
کلر گیلارد (انگلیسی: Claire Guillard؛ زادهٔ ۱۷ دسامبر ۱۹۸۶) بازیکن فوتبال اهل فرانسه است.